# Ned Ward

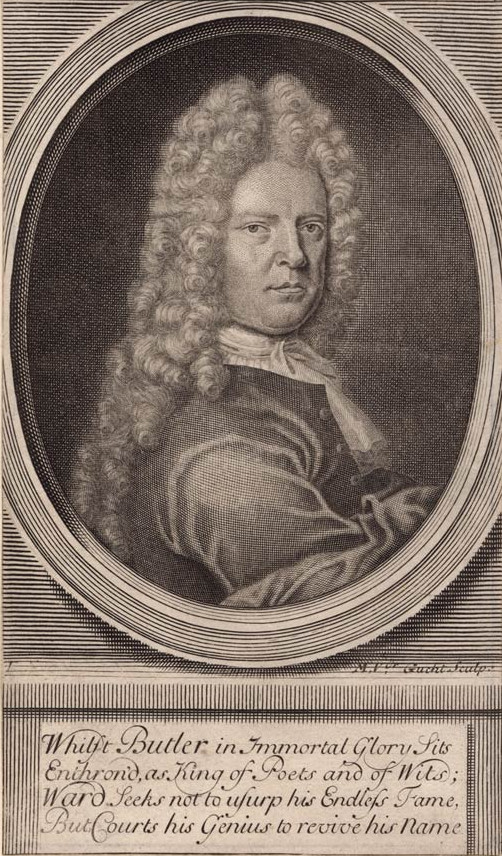
Ned Ward, Stich von Michael Vandergucht

Ned Ward, auch bekannt als Edward Ward (* 1660 oder 1667 in Oxfordshire, England; † 20. Juni 1731 in London, England) war ein englischer Satiriker, Autor und Schankwirt am Ende  des 17. und zu Beginn des 18. Jahrhunderts.

## Leben
Über die Herkunft und die Jugend Wards gibt es wenig Informationen. Theophilus Cibber nennt ihn einen Mann von niederer Herkunft, der nie eine reguläre Erziehung genoss. 1691 veröffentlichte er in London sein erstes Buch, in welchem er seine Armut beklagt und die Tatsache, dass er durch seine Schreiberei keine Einnahmen erzielen kann. Mit einem Buch über seine Reise in die Hafenstadt Port Royal in der englischen Kolonie Jamaika in Westindien hatte er 1698 einen Erfolg. Es folgte ein Bericht A Trip to New England über eine Reise, die er selbst nie gemacht hatte.
Sein größter Erfolg in der damaligen Londoner Literaturwelt war das Werk The London Spy, welches ab November 1698 in 18 monatlich aufgelegten Teilen veröffentlicht wurde. Seine später gedruckten Beschreibungen von den Verhältnissen in London und im England seiner Zeit wurden jeweils als vom Verfasser des „London Spy“ geschrieben vermarktet.

## Politisches Engagement
Seit 1698 setzte Ward sich für die Interessen der sogenannten High Church innerhalb der Anglikanischen Kirche Englands ein. In den Jahren 1705 bis 1707 erschienen 24 monatliche Veröffentlichungen seines Werks Hudibras Redivivus, in welchem er die in England regierende Klasse, die Whigs, angriff. Daraufhin wurde er unter anderem beschuldigt, Königin Anne beleidigt zu haben und wurde deshalb 1706 zweimal inhaftiert und sogar zweimal in London an der Pranger gestellt, einmal an der Royal Exchange und noch einmal am Charing Cross.

## Schankwirt
Mit der Thronbesteigung Georgs I. wurden Wards Äußerungen zu politischen Fragen milder. Seine Werke befassten sich mehr mit seinen persönlichen Erfahrungen als Kneipenwirt und mit Beschreibungen Londons oder anderer Städte Englands. Diese waren weitverbreitet und wurden sogar in den englischen Kolonien in Nordamerika gelesen, sodass der einflussreiche puritanische Bostoner Geistliche Cotton Mather 1726 vor dem Lesen dieser Pestilenzen warnte. 
Von 1717 bis 1730 betrieb er die Bacchus Taverne im Londoner Viertel Moorfields. Um die Jahreswende 1729/1730 übernahm er The British Coffee House in Fullwood’s Rents in der Nähe von Gray’s Inn.

## Privates
Es ist nicht sicher, ob Ward jemals nach dem Gesetz verheiratet war. Ein Nachruf enthält jedoch die Namen seiner Frau und seiner Kinder. Seine sterblichen Überreste wurden auf dem Friedhof von St. Pancras in Middlesex bestattet.

## Veröffentlichungen
- 1691: The Poet’s Ramble after Riches. Digitalisat
- 1695: Female Policy Detected, or, The Arts of a Designing Woman, Digitalisat
- 1698: A Trip to Jamaica.
- ab 1698: The London Spy, 4. Ausgabe
  - Neuausgabe durch Kenneth Fenwick, The Folio Society, London 1955.
- 1698: Sot’s Paradise. Digitalisat
- ab 1698: Ecclesia et factio. Digitalisat
- 1699: A Trip to New England. With a Character of the Country and People, Both English and Indians.
- 1700: A Trip to Bath.
- 1700: A Trip to Stourbridge.
- 1700: Labour in vain: or, What signifies little or nothing, Digitalisat
- ab 1705: Hudibras Redivivus, Band 1, Digitalisat
- 1710, Honesty in Distress; but reliev'd by no party, Digitalisat
- 1711/1712: Don Quixotte
- 1720: The Delights of the Bottle. Digitalisat
- 1724: The Dancing Devils or: The Roaring Dragon, A. Bettesworth, London. Digitalisat
- A South-Sea Ballad, Or, Merry Remarks Upon Exchange-Alley Bubbles, Digitalisat